# Форчун, Джонатан
Джонатан Джей Форчун (англ. Jonathan Jay Fortune; 23 августа 1980, Ислингтон, Лондон, Англия) — английский футболист.

## Карьера
Джонатан — воспитанник клуба «Чарльтон Атлетик». В 1998 году Джонатан покинул академию клуба, однако, дебютировать за первую команду игроку долгое время не удавалось. Прежде чем дебютировать за первую команду «Чарльтона», Форчун уходил в аренду «Мансфилд Таун» (дважды). Дебют за Чарльтон случился лишь в сезоне 2001/02. Тем не менее, после этого, Форчун стал игроком стартового состава в первой команде «Чарльтона». Форчун вписал себя в историю премьер-лиги, забив гол в матче с принципиальным соперником «Чарльтона» — «Кристал Пэлас» в конце сезона 2004/05. Данный гол примечателен тем, что «выбил» «Пэлас» из чемпионата, и оставил в лиге «Вест Бромвич Альбион».
В январе сезона 2006/07 Форчун был отдан в аренду «Сток Сити». Тем не менее, он был отозван «Чарльтоном» 27 февраля 2007 года после четырёх матчей в «Сток». Однако, уже 8 марта Форчун был вновь подписан «Сток Сити» на правах аренды до конца сезона. Вскоре, Джонатан забил свой первый гол за «Сток» в матче против «Саутгемптона» в марте 2007 года.